# Metropolitana di Brasilia
La Metropolitana del Distretto Federale (in portoghese Metrô do Distrito Federal) è la rete di linee metropolitane a servizio del Distretto Federale, Brasile. Inaugurata nel 2001, è composta da due linee: la Linea Verde (Linha Verde) e la Linea Arancione (Linha Laranja). Entrambe le linee partono dalla stazione centrale degli autobus e condividono buona parte del percorso.
È la quarta metropolitana più estesa del Brasile, dopo quelle di San Paolo, Rio de Janeiro e Porto Alegre.

## Rete
Attualmente la metro del Distretto Federale è composta da due linee:
| Linea | Percorso            | Inaugurazione | Ultima estensione | Lunghezza | Stazioni | Tempo di percorrenza |
| ----- | ------------------- | ------------- | ----------------- | --------- | -------- | -------------------- |
| V     | Ceilândia - Central | 2001          | 2010              | 33,5 km   | 20       | 40 min               |
| L     | Samambaia - Central | 2001          | 2010              | 28 km     | 16       | 30 min               |

## Storia
La costruzione delle due linee della metropolitana del Distretto Federale è iniziata nel 1992 ed originariamente l'apertura era prevista nel 1994. Ma con il ritardo dei lavori, la prima sezione di entrambe le linee è stata inaugurata il 31 marzo 2001. Durante i primi mesi, la metropolitana era in funzione solo dalle ore 10.00 fino alle 16.00. Le prime tratte ad essere aperte furono: Central - Praça do Relógio (per quanto riguarda la Linea 1) e Central - Samambaia (per quanto riguarda la Linea 2); per un totale di 11 stazioni.
A partire dal 2002 sono state aperte diverse stazioni su entrambe le linee, l'ultima ad essere stata inaugurata è la fermata Shopping, nel 2010. Tuttavia rimangono alcune stazioni, risalenti al progetto originale che sono ancora in fase di costruzione e/o di progettazione. Ma anche grazie all'annuncio del presidente Dilma Rousseff dello stanziamento 2,5 miliardi di reis per la mobilità del paese, alcune delle stazioni ancora in progettazione dovrebbero aprire nel giro di pochi anni.

### Cronologia
| Data | Tratta - Stazione                  | Linea |
| ---- | ---------------------------------- | ----- |
| 2001 | Central - Praça do Relógio         |       |
| 2001 | Central - Samambaia                |       |
| 2002 | Arniqueiras                        |       |
| 2002 | Samambaia Sul                      |       |
| 2006 | Praça do Relógio - Ceilândia Sul   |       |
| 2008 | 108 Sul                            |       |
| 2008 | Ceilândia Sul - Terminal Ceilândia |       |
| 2009 | 102 Sul                            |       |
| 2009 | 112 Sul                            |       |
| 2010 | Guará                              |       |

## Linee

### Linea verde
La Linea Verde è caratterizzata dal colore verde ed i capolinea sono Ceilândia e Central. Ha una lunghezza di 33,5 km e ha 20 stazioni. I lavori per la costruzione della linea iniziarono nel 1992 ed originariamente l'apertura era prevista nel 1994. Ma con il ritardo dei lavori, la prima tratta è stata inaugurata nel 1998. Molte delle stazioni attualmente aperte sono in comune con la Linea Arancione.

### Linea arancione
La Linea 2 è caratterizzata dal colore arancione ed i capolinea sono Samambaia e Central. Ha una lunghezza di 28 km e ha 16 stazioni. Come nel caso della Linea Verde i lavori della linea iniziarono nel 1992 ed originariamente l'apertura era prevista nel 1994 e l'apertura avvenne nel 1998. Molte delle stazioni sono in comune con la Linea Verde.

## Parco rotabile

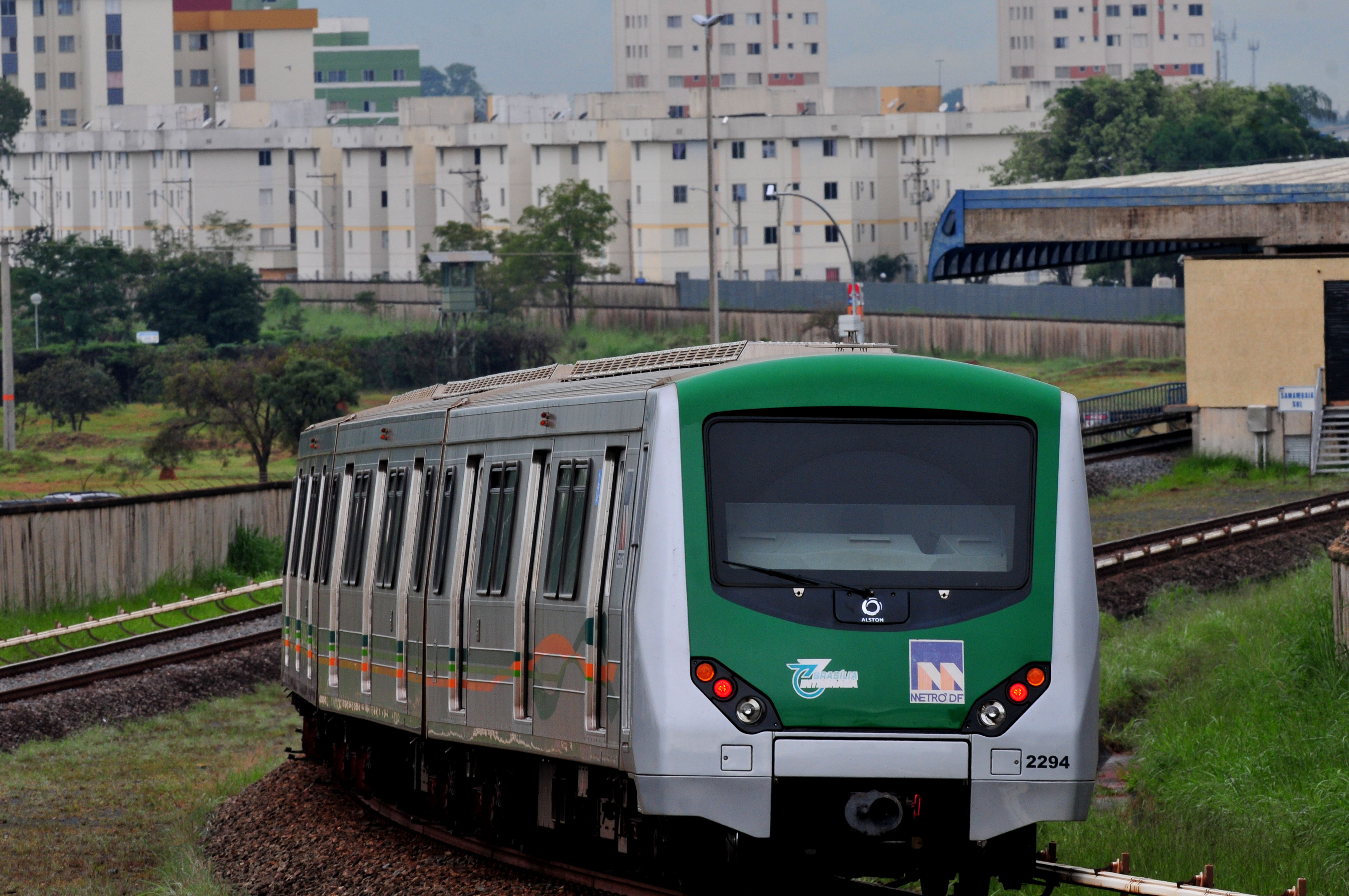
Un convoglio della serie 2000

All'apertura delle due linee della metropolitana venivano usati 20 convogli di Alstom Metropolis da 4 carrozze ciascuno. Successivamente per far fronte alla crescente domanda, da Alstom sono stati acquistati 12 nuovi convogli a quattro carrozze, con il primo arrivato nel Distretto Federale nel giugno 2010, portando a inizio 2011 a una flotta di 32 treni in totale.
I convogli funzionano a 750 V in corrente continua e vengono alimentati da una terza rotaia e lo scartamento dei binari è di 1.600 mm. La velocità commerciale è di 45 km/h.
L'elettricità utilizzata è fornita dalla Companhia Energética de Brasília direttamente dalla centrale idroelettrica di Furnas.

## Servizio
I titoli di viaggio disponibili per la metropolitana del Distretto Federale sono:
- Dal lunedì al venerdì, sabato, domenica e festivi: R$ 5,50, mentre per gli studenti è gratuito[7]

### Orari
Il servizio viene effettuato:
- Dal lunedì al venerdì: dalle 5:30 alle 23:30
- Nei fine settimana: dalle 07.00 alle 19.00[8]

## Progetti

### Prolungamenti
| 1                                   | Central - Terminal Asa Norte    | ? | 7,5 km | 8 | In progettazione |
| 1 2 *                               | 104 Sul                         | ? | —      | 1 | In progettazione |
| 1 2 *                               | 106 Sul                         | ? | —      | 1 | In progettazione |
| 1 2 *                               | 110 Sul                         | ? | —      | 1 | In progettazione |
| 1                                   | Estrada Parque                  | ? | —      | 1 | In progettazione |
| 1                                   | Onoyama                         | ? | —      | 1 | In progettazione |
| 1                                   | Terminal Ceilândia - Estação 29 | ? | 2,5 km | 2 | In progettazione |
| 2                                   | Samambaia - Estação 35          | ? | 4 km   | 2 | In progettazione |
| * Stazioni in comune alle due linee |                                 |   |        |   |                  |

Per entrambe le linee della metropolitana del Distretto Federale sono previsti una serie di prolungamenti:
- Per la Linea 1 è previsto il prolungamento oltre gli attuali capolinea: a nord della linea fino a Terminal Asa Norte mentre a sud fino Estação 29; nonché la costruzione di alcune stazioni intermedie
- Per la Linea 2 è previsto il prolungamento oltre Samambaia
- Infine è prevista la costruzione di stazioni comuni ad entrambe la linea: 104 Sul, 106 Sul e 110 Sul.